# 东史郎战地日记
《东史郎战地日记》（日语：東史郎日記），又称《东史郎日记》，是东史郎记录的反映他个人在1938年10月至1939年9月间，随日军第16师团步兵第20联队的入侵华中地区时见闻的一本日记，当时他是一名上等兵。日记中包含了关于南京大屠杀的重要史料。

## 各语言版本
- 簡體字版：
《东史郎日记》，東史郎著，張國仁等譯，江蘇教育出版社1999年3月初版。ISBN 7534334810
《东史郎战地日记》，東史郎著，紀廷許、王丹丹、王鍵译，世界知识出版社2000年11月初版。 ISBN 7501213437
- 正體字版：
《戰地日記》，東史郎著，選譯。香港商務印書館2006年7月初版。ISBN 9789620717925
- 日本語版：，東史郎著，熊本出版文化会館2001年6月出版。ISBN 4915252566
- 英文版：，東史郎著，凤凰出版传媒集团，江苏教育出版社2006年8月初版。 ISBN 7534376556